# Emil Dannecker
Emil Dannecker (* 16. Februar 1883 in Zürich; † 5. Dezember 1964 in Singen (Hohentwiel)) war ein deutscher Maler.

## Leben
Emil Dannecker wurde am 16. Februar 1883 als ältestes von fünf Geschwistern in Zürich, wo sein Vater eine Stelle als Maurerpolier gefunden hatte, geboren. Seine Jugendzeit verbrachte er in Straßburg und erlernte dort den Beruf des Malers. Die Militärdienstzeit leistete Dannecker in Berlin ab, arbeitete anschließend bei Stettin und kehrte danach nach Straßburg zurück. Hier heiratete er 1913 Katharina Müller, ein Jahr später kam der gemeinsame Sohn Walter zur Welt.
Während des Ersten Weltkriegs geriet Dannecker in französische Gefangenschaft. Nach Ausweisung aus dem Elsass kam die Familie über Mauenheim 1920 nach Engen.
Emil Dannecker starb am 5. Dezember 1964 im Singener Krankenhaus.

## Werk
Dannecker malte Landschaften und Stadtansichten, Porträts und Stillleben, Hauptfaktor seines Schaffens aber war die Kirchenmalerei. Hier erarbeitete er sich einen Ruf weit über die Grenzen seiner Heimatstadt Engen hinaus: Vor allem im Hegau, im Schwarzwald, auf der Baar und im Bodenseegebiet sind seine Malereien und Restaurierungen heute noch zu bewundern.

„Die lebensfrohen Farben und Formen des Barock waren seine Stärke und geben ‚seinen Kirchen‘ jenes Gepräge, das uns Heutige in einer Welt nüchterner Formen mit einem Hauch Unwiderbringlichens anspricht. Die Kirchenmalerei Emil Danneckers hat der Vielfalt kirchlicher Bildersprache ungemein reichen Beitrag geleistet.“

Folgende Kapellen und Kirchen (Auswahl) wurden von Emil Dannecker renoviert:
- Pfarrkirche in Aasen
- Katholische Kirche St. Nikolaus in Anselfingen
- Pfarrkirche St. Verena in Dettingen
- Katholische Pfarrkirche St. Sylvester in Emmingen ab Egg
- Stadtkirche in Erbach im Odenwald; Danneckers letzte Kirchenarbeit
- Barocke Fassadenmalerei am Pfarrhof in Hilzingen
- Friedhofskapelle Hochhausen
- Krankenhauskapelle in Löffingen
- Pfarrkirche in Unterbaldingen

Folgende Bilder (Auswahl) wurden von Emil Dannecker gemalt:
- Binninger Seele in früheren Jahren; Ölbild
- Westansicht der Altstadt von Engen; Ölbild auf Holz
- Stillleben mit Rotkraut und Krug; Ölbild
- Selbstbildnis

## Sonstiges
Dannecker zu Ehren wurde in Engen die Emil-Dannecker-Straße () benannt.